# Subaru Legacy
El Subaru Legacy es un automóvil de turismo del segmento D producido por el fabricante japonesa Subaru. Es para cinco plazas con motor bóxer delantero longitudinal, de 1,8 a 3 L (110 a 183 pulgadas cúbicas). En Europa también se comercializa con un motor diésel de 2.0 con tracción integral (Symmetrical AWD).[cita requerida]
Existen siete generaciones, que han salido a la venta en 1989, 1993, 1998, 2003, 2009, 2014 y 2019. En Australia se comercializa como Subaru Liberty.[cita requerida]
El coche se popularizó gracias a los rallys en los que participó entre 1990 y 1992, que fue desarrollado por prodrive. Fue pilotado por el escocés Colin McRae con su copiloto Derek Ringer.[cita requerida]
El modelo se ofrece con carrocerías sedán de cuatro puertas o familiar de cinco puertas. Desde el año 1995 existe una versión o modelo, además dependiendo del país, con aspecto de vehículo todoterreno llamada Outback, en referencia a la región australiana de Outback. Según el año de fabricación, el Outback lleva neumáticos de uso mixto y perfil alto, defensas de color distinto a la carrocería y mayor despeje al suelo con respecto a las versiones estándar, además de diferencias en el acabado interior y el nivel de equipamiento.[cita requerida]
La quinta generación mide 4730 mm (186,2 pulgadas) de largo, 1780 mm (70,1 pulgadas) de ancho y 1505 mm (59,3 pulgadas) de alto, pesando 1420 kg (3131 libras). La gama de motores incluye gasolina y diésel de 2.0 litros con tracción integral, acoplado a una transmisión de seis velocidades. Con esto, es capaz de alcanzar una velocidad máxima de 203 a 210 km/h (126 a 130 mph), acelera de 0 a 100 km/h (0 a 62 mph) en 9.0 segundos, con un consumo de combustible de 8,5 L/100 km (11,8 km/L; 27,7 mpgAm) con transmisión manual, 8 L/100 km (12,5 km/L; 29,4 mpgAm) con la opción Lineartronic y 5,9 L/100 km (16,9 km/L; 39,9 mpgAm) con la opción diésel manual.[cita requerida]

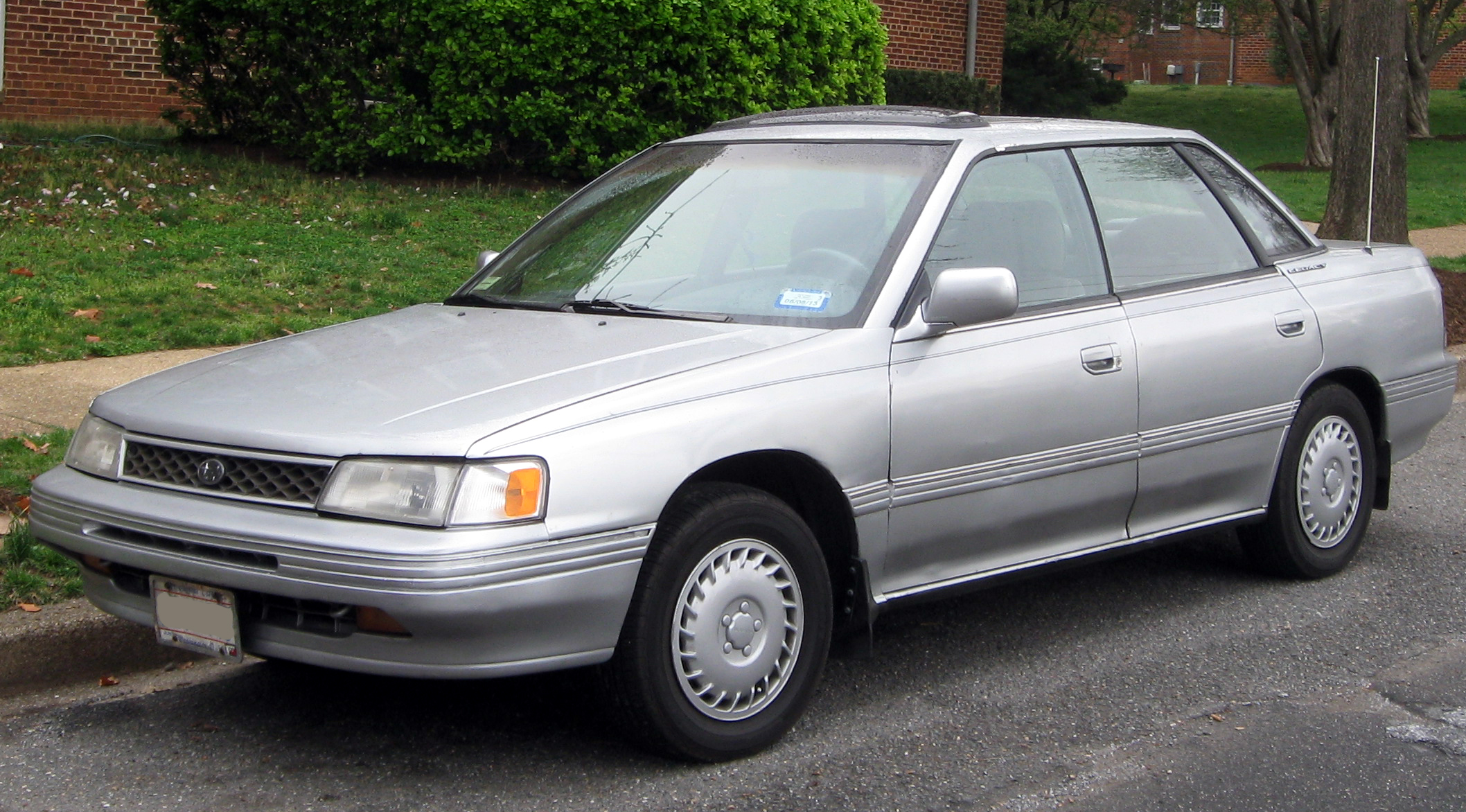
Primera generación (1989-1993)
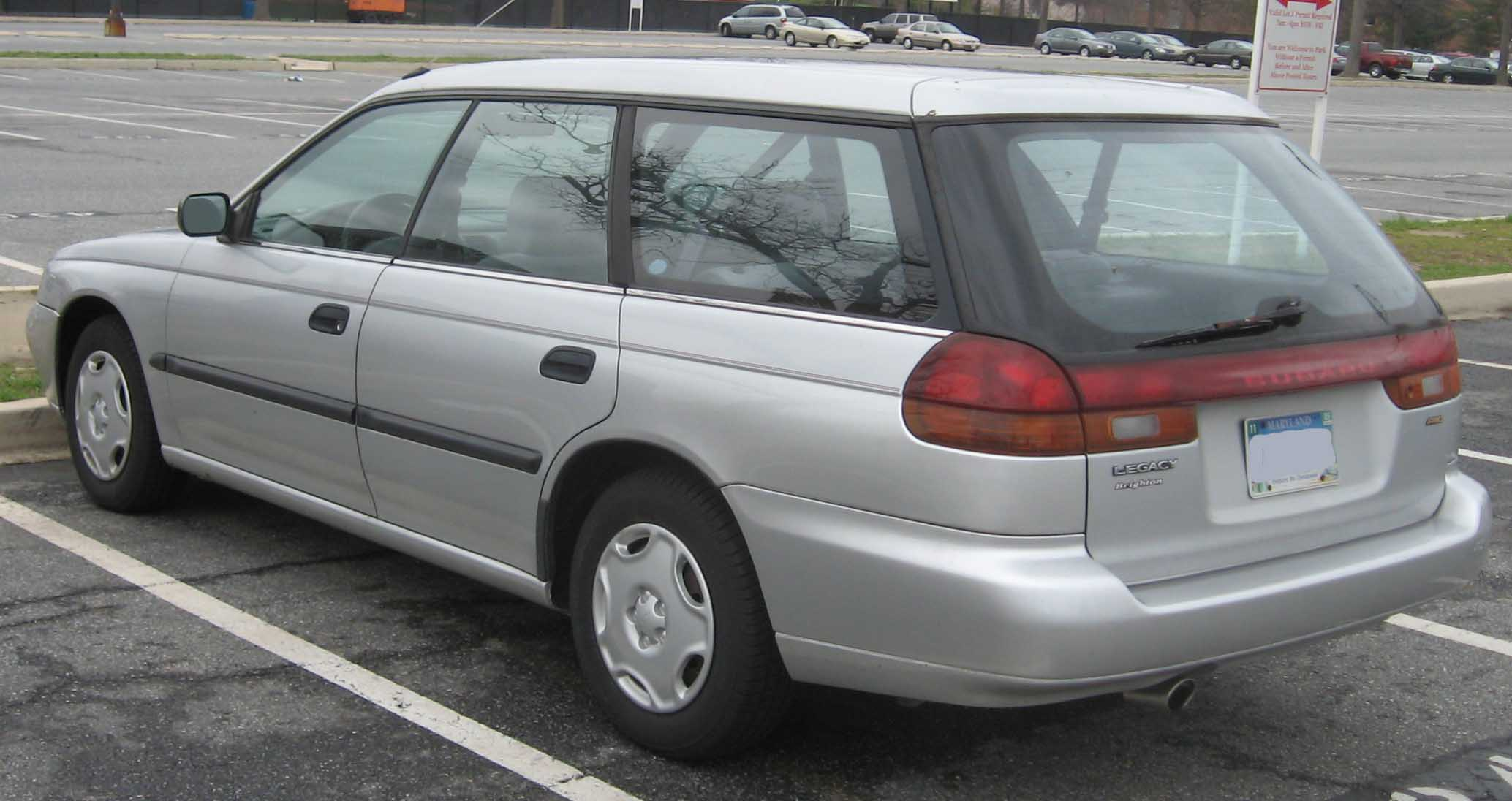
Segunda generación (1993-1999)
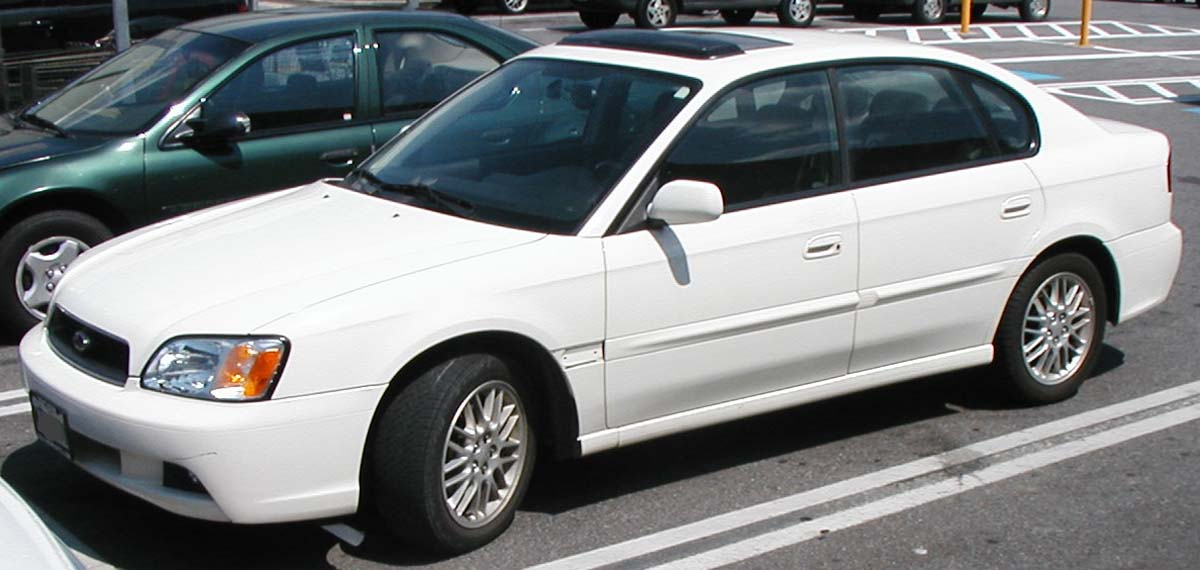
Tercera generación (1998-2003)
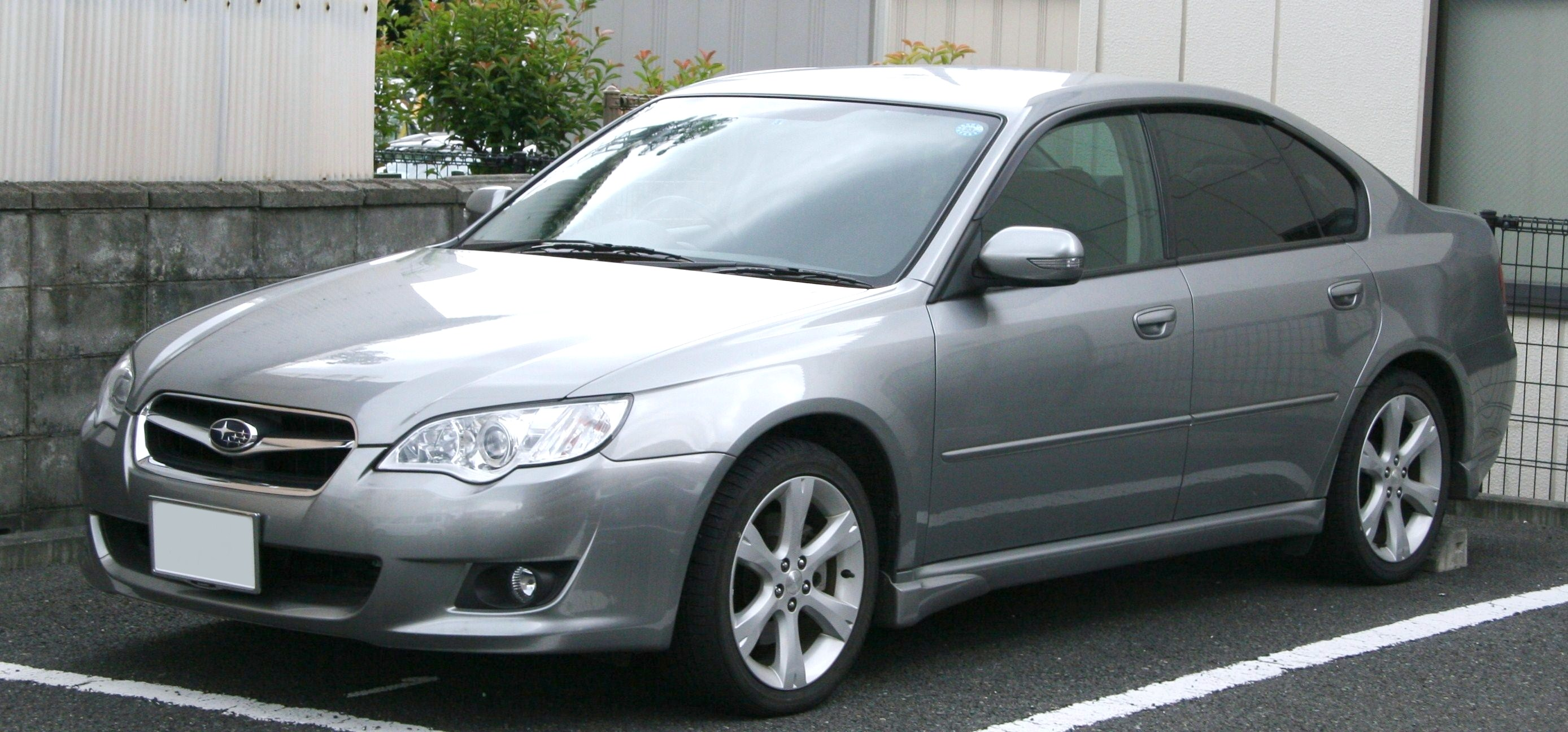
Cuarta generación (2003-2009)